# Ranoidea dahlii
Ranoidea dahlii – gatunek australijskiego płaza bezogonowego z podrodziny Pelodryadinae w rodzinie rzekotkowatych (Hylidae).

## Występowanie
Tego przedstawiciela rzekotkowatych spotyka się jedynie wzdłuż północnego wybrzeża kontynentu australijskiego, od skrajnie północno-wschodniej Australii Zachodniej na zachodzie poprzez północną część Terytorium Północnego aż do półwyspu Jork w Queenslandzie na wschodzie.
W porze deszczowej zasiedla tereny trawiaste położone na równinach zalewowych i zadrzewionych sawannach; w ciągu dnia często wygrzewa się na ziemi w pobliżu wody. W porze suchej znajduje sobie kryjówkę w szczelinie czy rozpadlinie.

## Rozmnażanie
Sezon rozrodczy odbywa się w porze deszczowej, a dokładniej w lutym i marcu. Podobnie jak w przypadku innych spokrewnionych gatunków, obserwuje się nawoływania samców, które jednak w tym wypadku nie wspinają się na roślinność, a wydają dźwięki, pływając po powierzchni wody.

## Status
R. dahlii występuje licznie, a jej populacja określana jest jako stabilna.